# ريتشارد سيمونز
ريتشارد سيمونز (بالإنجليزية: Richard Simmons)‏ (و. 1948 – م) هو ممثل، وصاحب مطعم، وممثل تلفزيوني من الولايات المتحدة الأمريكية. ولد في نيو أورلينز، لويزيانا.

## روابط خارجية
- ريتشارد سيمونز على موقع IMDb (الإنجليزية)
- ريتشارد سيمونز على موقع ميوزك برينز (الإنجليزية)
- ريتشارد سيمونز على موقع تيرنر كلاسيك موفيز (الإنجليزية)
- ريتشارد سيمونز على موقع أول موفي (الإنجليزية)
- ريتشارد سيمونز على موقع إن إن دي بي (الإنجليزية)
- ريتشارد سيمونز على موقع ديسكوغز (الإنجليزية)
- ريتشارد سيمونز على موقع قاعدة بيانات الفيلم (الإنجليزية)